# Tukwila International Boulevard (Tren Ligero de Seattle)
Tukwila International Boulevard es una estación de la línea Central Link del Tren Ligero de Seattle. La estación es administrada por Sound Transit. La estación se encuentra localizada en 15426 35th Avenue South en Tukwila, Washington. La estación de Tukwila International Boulevard fue inaugurada el 18 de julio de 2009.

## Descripción
La estación Tukwila International Boulevard cuenta con 2 plataformas laterales.

## Conexiones
La estación es abastecida por las siguientes conexiones: 
- King County Metro: 124 y 128.